# Synidotea fluviatilis
Synidotea fluviatilis là một loài chân đều trong họ Idoteidae. Loài này được Pillai miêu tả khoa học năm 1954.